# Aldburg
Aldburg (que significa 'vieja fortaleza' en anglosajón), Aldburgo o Aldbühr[cita requerida] es un lugar ficticio que pertenece al legendarium creado por el escritor británico J. R. R. Tolkien en su libro de Cuentos inconclusos de Númenor y la Tierra Media. Se trata de un castro fortificado, la ciudad más antigua de Rohan y la primera capital de ese reino.

## Ubicación
Estaba situada sobre una colina de verde hierba a los pies del extremo norte de las Montañas Blancas. Se encuentra a unas millas al sudeste de Edoras, al sur del río Nevado, al oeste del río Onodló y los saltos de Rauros, en el reino de Rohan.

## Historia ficticia
Aldburg es la ciudad más antigua de Rohan, fundada por Eorl el Joven hacia el 2510 de la Tercera Edad del Sol, y es la primera capital del reciente reino de Rohan. No obstante este título lo ostenta solo durante unos pocos decenios, pues su hijo Brego traslada la corte a Edoras en 2569 T. E. Éofor, su tercer hijo, se convierte en Señor de Aldburg, que pese a perder la capitalidad de Rohan, continúa siendo una ciudad importante. Cuenta Aldburg con numerosos caballeros que controlan y administran el Folde Este, teniendo la guarnición de la ciudad al menos un éored, que está a cargo de la vigilancia de la frontera oriental.  
A finales de la Tercera Edad, Éomund, del linaje de Éofor, gobierna Aldburg, como primer mariscal. Tras la muerte de Éomund en 3002, sus hijos Éomer y Éowyn son adoptados por el rey Théoden y trasladados a su corte de Meduseld, en Edoras. 